# Szabó Ágnes (kajakozó, 1995)
Szabó Ágnes Viktória (Budapest, 1995. január 26. –) világbajnok kajakos.
A Toldy Ferenc Gimnáziumban érettségizett. A Budapesti Corvinus Egyetem tanulója, a BOM a Magyar Sportért Alapítvány támogatottja.

## Sportpályafutása
2006-ban kezdte meg sportpályafutását az Újpesti Torna Egylet versenyzőjeként. A 2013-as kanadai ifjúsági és U23-as világbajnokságon K-4 500 méteren az aranyérmes egység tagja volt.
2015-től kezdve a KSI SE versenyzője lett, Mórocz István vezetésével.
A 2015-ös račicei Európa-bajnokságon 8. helyen ért célba a K-4 500 méteres csapat tagjaként.
A 2017-es szegedi világkupán a 3., 2018-ban 2. helyet szerezte meg K-2 200 méteren Hagymási Rékával párban.
2017-ben és 2018-ban az U23-as világbajnoki női csapat tagja volt.
2017-ben a plovdivi Európa-bajnokságon 6. helyen értek célba K-2 200 méteren Hagymási Rékával, aki K-2 1000 méteren aranyérmes lett.
A račicei világbajnokságon K–2 200 méteren Hagymásival párban világbajnok lett. Párosuk 2018-ban az Európa-bajnokságon és a világbajnokságon is negyedik lett.